# Vilbivne, Ostroh
Vilbivne (în ucraineană Вільбівне) este localitatea de reședință a comunei Vilbivne din raionul Ostroh, regiunea Rivne, Ucraina.

## Demografie
Componența lingvistică a localității Vilbivne
     Ucraineană (100%)
Conform recensământului din 2001, toată populația localității Vilbivne era vorbitoare de ucraineană (100%).